# Huo Yuanjia
Huo Yuanjia blev født i byen Tianjin i 1868, og han blev en kinesisk legende da han i begyndelsen af 1900-tallet satte sig op imod fremmede styremagter og med sin fantastiske kampsportteknik wushu, forsvarede han Kinas ære. Efter at have besejret mange modstandere – både kinesere og udenlandske, og startet sit eget kung-fu akademi, bliver han forgiftet og dør den 14. september 1910.[kilde mangler] "Wushus ånd" fortsatte dog med at sprede sig verden over. I dag blomstrer akademiet "Jing Wu", og findes i mere end 50 lande, bl.a i Danmark.

## Filmen
Filmen Fearless der er baseret på denne virkelige hændelse fortæller hvordan Huo Yuanjia voksede op som barn, møder livets kærlighed men bliver nødt til at drage af sted igen og senere blev en berømt legende.